# 电中微子
电中微子（Electron neutrino)，为三种中微子的一种。因为它总伴随着电子，所以称为电中微子。沃尔夫冈·泡利在1930年预言到它的存在，1956年克萊德·科溫、弗雷德里克·莱因斯等人在实验中证实了泡利的预言。中微子不可直接探测。若電中微子和中子碰撞，會產生質子和電子和些許的能量。